# Saison 1 de S.W.A.T.
Chronologie
Saison 2
Cet article présente le guide des épisodes de la première saison de la série télévisée américaine S.W.A.T.

## Généralités
- Aux États-Unis, cette première saison a été diffusée du 2 novembre 2017 au 17 mai 2018 sur le réseau CBS.
- Au Canada, la saison a été diffusée en simultané sur le réseau Global[1].

## Distribution

### Acteurs principaux
- Shemar Moore (VF : David Kruger) : Sergent Daniel « Hondo » Harrelson
- Stephanie Sigman (VF : Ingrid Donnadieu) : Jessica Cortez
- Alex Russell (VF : Franck Lorrain) : Jim Street
- Jay Harrington (VF : Stéphane Pouplard) : David « Deacon » Kay
- Lina Esco (VF : Anne Tilloy) : Christina « Chris » Alonso
- Kenny Johnson (VF : Boris Rehlinger) : Dominique Luca
- Peter Onorati (VF : Hervé Jolly) : Jeff Mumford
- David Lim (VF : Alexandre Nguyen) : Victor Tan

### Acteurs récurrents et invités
- Lou Ferrigno, Jr. (VF : Cédric Ingard) : Rocker
- Patrick St. Esprit (VF : Hervé Bellon) : Robert Hicks
- Louis Ferreira (VF : Marc Saez) : William « Buck » Spivey
- Sherilyn Fenn : Karen, mère incarcérée de Jim Street[2]
- Peter Facinelli (VF : Bruno Choel) : Michael Plank[3]

## Épisodes

### Épisode 1:Balle perdue
- États-Unis /  Canada : 2 novembre 2017 sur CBS[4] / Global
- Québec : 19 avril 2018 sur AddikTV[5]
- Belgique : 29 août 2018 sur RTL-TVI
- France : 8 janvier 2019 sur TF1[6]

- États-Unis : 6,74 millions de téléspectateurs[7] (première diffusion)
- Canada : 1,649 million de téléspectateurs[8] (première diffusion + différé 7 jours)
- France : 5,253 millions de téléspectateurs[n 1] (première diffusion)

### Épisode 2:Quatre évadés
- États-Unis : 6,59 millions de téléspectateurs[9] (première diffusion)
- Canada : 1,276 million de téléspectateurs[10] (première diffusion + différé 7 jours)
- France : 4,71 millions de téléspectateurs[n 1] (première diffusion)

- Patrick St. Esprit (Robert Hicks)
- Lou Ferrigno, Jr. (Rocker)
- Lobo Sebastian (Jesse "Cuchillo" Ramirez)
- Ramon Camacho (Ramon Reyes)
- Marc Fajardo (Danny Wattana)
- Gloria Garayua (Sofia Jimenez)
- Natalie Valerin (Ariel)
- Patrick Davis (Eddie)
- Clinton Valencia (Caspar Jimenez)
- A.J. Dunn (Travis Strand)
- Kareem Grimes (Little Red)
- Anthony Q. Williams (Jamal Goines)
- Lillianna Valenzuela (Cecilia)
- Marcos De Silvas (Angel)
- Anoush Nevart (Tourist Woman)
- Brittnee Garza (Cute Tourist)
- Kim Whalen (Beth Morgan)

### Épisode 3:Affaire de famille
- États-Unis /  Canada : 16 novembre 2017 sur CBS / Global
- Québec : 3 mai 2018 sur AddikTV
- Belgique : 5 septembre 2018 sur RTL-TVI
- France : 8 janvier 2019 sur TF1

- États-Unis : 6,29 millions de téléspectateurs[11] (première diffusion)
- Canada : 1,153 million de téléspectateurs[12] (première diffusion + différé 7 jours)
- France : 3,96 millions de téléspectateurs[n 1] (première diffusion)

- Sherilyn Fenn (Karen Street)
- Darion Basco (Javier)
- John Marshall Jones (Detective Sal Marcus)
- Mig Macario (Father Guzman)
- Larry Sullivan (Robert Miller)
- Maureen Sebastian (Adele)
- Ren Hanami (Dr Sari Fields)
- Tom Fitzpatrick (James)
- Yvonne Senat Jones (Officer Louis)
- Jesse Luken (Ross Martin)
- Emma Jacobson-Sive (Gladys)
- Liz Jenkins (Marianne)
- Dawn Grabowski (Susan)
- Jonathan Camp (Trey)
- Ryan Salazar (Paul)
- Ryan Ryusaki (Viper)
- Anthony Martins (Arvado)
- Tony Carbajal (Murdo Wick)

### Épisode 4:Solution radicale
- États-Unis /  Canada : 23 novembre 2017 sur CBS / Global
- Québec : 10 mai 2018 sur AddikTV
- Belgique : 5 septembre 2018 sur RTL-TVI
- France : 15 janvier 2019 sur TF1

- États-Unis : 5,84 millions de téléspectateurs[13] (première diffusion)
- Canada : 1,259 million de téléspectateurs[14] (première diffusion + différé 7 jours)
- France : 4,14 millions de téléspectateurs[n 2]

- Patrick St. Esprit (Robert Hicks)
- Louis Ferreira (William « Buck » Spivey)
- Bre Blair (Annie Kay)
- Jolene Purdy (Rachel)
- Shane Coffey (Kevin Lynch)
- Marcus Giamatti (Professor Lasky)
- Lindsay Musil (Maya)
- Michael Benyaer (Tarek)
- Freda Foh Shen (Dean Hargrove)
- Mandy June Turpin (Agent Conley)
- Sabrina Revelle (Lauren)
- Ellie Bildner (Paul)
- Lynn Downey (Nurse)
- Sean Edwards (Adam)
- Dominic Pace (Fireman)
- Cooper Andrews (Reggie Lee)
- Erin Barnes (Maria)

### Épisode 5:L'habit ne fait pas le moine
- États-Unis /  Canada : 30 novembre 2017 sur CBS / Global
- Québec : 17 mai 2018 sur AddikTV
- Belgique : 12 septembre 2018 sur RTL-TVI
- France : 15 janvier 2019 sur TF1

- États-Unis : 6,71 millions de téléspectateurs[15] (première diffusion)
- Canada : 1,081 million de téléspectateurs[16] (première diffusion + différé 7 jours)
- France : 4,745 millions de téléspectateurs[n 2] (première diffusion)

- Patrick St. Esprit (Robert Hicks)
- Lou Ferrigno, Jr. (Rocker)
- Brent Antonello (Cash)
- Daren Kagasoff (Gordon)
- Seth Austin (T.C.)
- Philip Alexander (Norm)
- John Scott (Bobby)
- Maureen Sebastian (Adele)
- Ren Hanami (Dr Sari Fields)
- Tom Fitzpatrick (James)
- Yvonne Senat Jones (Officer Louis)
- Jesse Luken (Ross Martin)
- Emma Jacobson-Sive (Gladys)
- Liz Jenkins (Marianne)
- Dawn Grabowski (Susan)
- Jonathan Camp (Trey)
- Ryan Salazar (Paul)
- Ryan Ryusaki (Viper)
- Anthony Martins (Arvado)
- Tony Carbajal (Murdo Wick)

### Épisode 6:Sous couverture
- États-Unis /  Canada : 7 décembre 2017 sur CBS / Global
- Québec : 24 mai 2018 sur AddikTV
- Belgique : 12 septembre 2018 sur RTL-TVI
- France : 15 janvier 2019 sur TF1

- États-Unis : 6,25 millions de téléspectateurs[17] (première diffusion)
- Canada : 1,090 million de téléspectateurs[18] (première diffusion + différé 7 jours)
- France : 3,35 millions de téléspectateurs[n 2]

- Lou Ferrigno, Jr. (Rocker)
- Camille Collard (Trina)
- Dylan Arnold (Whip)
- Myles Bullock (DC)
- Rudolph Martin (Juergen Richter)
- Aaron Bledsoe (Raymont)
- Cathy Cahlin Ryan (Wendy)
- June Carryl (Luanne)
- Fred Mancuso (Vincent)
- Marcus Deanda (Arturo)
- Matt Medrano (Benny)
- John-Patrick Driscoll (Officer Cole)
- Jenson Cheng (Ren)
- Joe Pistone (Baker)
- Matthew-Excel Simmons (Officer Wallace)
- Jim Garrity (Warren)
- Brandon Molale (Trucker)

### Épisode 7:Retour au bercail
- États-Unis /  Canada : 14 décembre 2017 sur CBS / Global
- Québec : 31 mai 2018 sur AddikTV
- Belgique : 19 septembre 2018 sur RTL-TVI
- France : 22 janvier 2019 sur TF1

- États-Unis : 6,45 millions de téléspectateurs[19] (première diffusion)
- Canada : 1,154 million de téléspectateurs[20] (première diffusion + différé 7 jours)
- France : 3,37 millions de téléspectateurs[n 3] (première diffusion)

- Deshae Frost (Darryl)
- Amin Joseph (Tre)
- Lindsey Gort (Jilly)
- Michael O'Neill (Carl)
- Michael Beach (Leroy)
- Jonathan Goldstein (Nate)
- Susan Angelo (Lila)
- Lleythan Crosby (Boy)
- Haneefah Wood (Norah)
- Nathaniel Kweku (Eddie)
- Nick Gracer (Stefan)
- Dre Michael Chaney (Shavez)
- Jordyn Barber (Brey)
- Shalaby Omar (Jo-Jo)
- Jacory Gums (Leonard)
- Kevin Jackson (Dorsey)
- Law Lesane (Souljah)
- Cornelius Jones, Jr. (Curtis)
- Jordane Christie (O-Dog)
- Sven Holmberg (Ivan)

### Épisode 8:Miracle de Noël
- États-Unis /  Canada : 21 décembre 2017 sur CBS / Global
- Québec : 7 juin 2018 sur AddikTV
- Belgique : 19 septembre 2018 sur RTL-TVI
- France : 22 janvier 2019 sur TF1

- États-Unis : 6,28 millions de téléspectateurs[21] (première diffusion)
- Canada : 1,255 million de téléspectateurs[22] (première diffusion + différé 7 jours)
- France : 4,25 millions de téléspectateurs[n 3] (première diffusion)

- Patrick St. Esprit (Robert Hicks)
- Lou Ferrigno, Jr. (Rocker)
- Peter Facinelli (Michael Plank)
- Bre Blair (Annie Kay)
- Amanda Lowe-Oadell (Lila)
- Stefan E. Clark (Matthew)
- Marisol Sacramento (Reya)
- Miguel-Andres Garcia (Diego)
- Vanessa Elese Garcia (Lupe)
- Nardeep Khurmi (Sanjay)
- Pancho Cardeña (El Malo)
- Adam Mendoza (Enrique Flores)
- Marlon Correa (Galvez)
- Cory Blevins (Jake)
- Catherine Davis (Laura)
- Eileen Fogarty (Councilwoman Baliss)
- Amol Shah (Felix)
- Cameron Britton (Patrick)
- Orion McCabe (Drunk Friend #1)
- Sheila Thiele (Stella)
- David Douglas (Will)
- Barry Newell (Rent-A-Cop)
- Meeghan Holaway (Corby's Mom)

### Épisode 9:Accusé à tort
- États-Unis /  Canada : 4 janvier 2018 sur CBS / Global
- Québec : 14 juin 2018 sur AddikTV
- Belgique : 26 septembre 2018 sur RTL-TVI
- France : 22 janvier 2019 sur TF1

- États-Unis : 6,21 millions de téléspectateurs[23] (première diffusion)
- Canada : 1,09 million de téléspectateurs[24] (première diffusion + différé 7 jours)
- France : 4,76 millions de téléspectateurs[n 3] (première diffusion)

### Épisode 10:Derrière les barreaux
- États-Unis /  Canada : 11 janvier 2018 sur CBS / Global
- Québec : 21 juin 2018 sur AddikTV
- Belgique : 26 septembre 2018 sur RTL-TVI
- France : 29 janvier 2019 sur TF1

- États-Unis : 6,38 millions de téléspectateurs[25] (première diffusion)
- Canada : 1,308 million de téléspectateurs[26] (première diffusion + différé 7 jours)
- France : 5,077 millions de téléspectateurs[n 4] (première diffusion)

### Épisode 11:Au cœur de Korea Town
- États-Unis /  Canada : 18 janvier 2018 sur CBS / Global
- Québec : 28 juin 2018 sur AddikTV
- Belgique : 3 octobre 2018 sur RTL-TVI
- France : 29 janvier 2019 sur TF1

- États-Unis : 6,02 millions de téléspectateurs[27] (première diffusion)
- Canada : 1,255 million de téléspectateurs[28] (première diffusion + différé 7 jours)
- France : 4,33 millions de téléspectateurs[n 4]

### Épisode 12:Poison et conspiration
- États-Unis /  Canada : 1er février 2018 sur CBS / Global
- Québec : 5 juillet 2018 sur AddikTV
- Belgique : 3 octobre 2018 sur RTL-TVI
- France : 29 janvier 2019 sur TF1

- États-Unis : 6,23 millions de téléspectateurs[29] (première diffusion)
- Canada : 1,141 million de téléspectateurs[30] (première diffusion + différé 7 jours)
- France : 3,46 millions de téléspectateurs[n 4]

### Épisode 13:Par delà les frontières
- États-Unis /  Canada : 1er mars 2018 sur CBS / Global
- Québec : 12 juillet 2018 sur AddikTV
- Belgique : 10 octobre 2018 sur RTL-TVI
- France : 5 février 2019 sur TF1

- États-Unis : 5,32 millions de téléspectateurs[31] (première diffusion)
- Canada : 1,223 million de téléspectateurs[32] (première diffusion + différé 7 jours)
- France : 4,59 millions de téléspectateurs[n 5] (première diffusion)

### Épisode 14:Boucler la boucle
- États-Unis /  Canada : 8 mars 2018 sur CBS / Global
- Québec : 19 juillet 2018 sur AddikTV
- Belgique : 10 octobre 2018 sur RTL-TVI
- France : 5 février 2019 sur TF1

- États-Unis : 5,57 millions de téléspectateurs[33] (première diffusion)
- Canada : 1,275 million de téléspectateurs[34] (première diffusion + différé 7 jours)
- France : 4,17 millions de téléspectateurs[n 5] (première diffusion)

### Épisode 15:Solidarité féminine
- États-Unis /  Canada : 29 mars 2018 sur CBS / Global
- Québec : 26 juillet 2018 sur AddikTV
- Belgique : 17 octobre 2018 sur RTL-TVI
- France : 5 février 2019 sur TF1

- États-Unis : 5,26 millions de téléspectateurs[35] (première diffusion)
- Canada : 1,175 million de téléspectateurs[36] (première diffusion + différé 7 jours)
- France : 3,34 millions de téléspectateurs[n 5] (première diffusion)

### Épisode 16:Demande de rançon
- États-Unis /  Canada : 5 avril 2018 sur CBS / Global
- Québec : 2 août 2018 sur AddikTV
- Belgique : 17 octobre 2018 sur RTL-TVI
- France : 12 février 2019 sur TF1

- États-Unis : 5,05 millions de téléspectateurs[37] (première diffusion)
- Canada : 1,199 million de téléspectateurs[38] (première diffusion + différé 7 jours)
- France : 4,264 millions de téléspectateurs[n 6] (première diffusion)

### Épisode 17:Aux armes
- États-Unis /  Canada : 12 avril 2018 sur CBS / Global
- Québec : 9 août 2018 sur AddikTV
- Belgique : 24 octobre 2018 sur RTL-TVI
- France : 19 février 2019 sur TF1

- États-Unis : 5,31 millions de téléspectateurs[39] (première diffusion)
- Canada : 1,332 million de téléspectateurs[40] (première diffusion + différé 7 jours)
- France : 4,441 millions de téléspectateurs[n 7] (première diffusion)

### Épisode 18:Patrouilles
- États-Unis /  Canada : 19 avril 2018 sur CBS / Global
- Québec : 16 août 2018 sur AddikTV
- Belgique : 24 octobre 2018 sur RTL-TVI
- France : 12 février 2019 sur TF1

- États-Unis : 5,32 millions de téléspectateurs[41] (première diffusion)
- Canada : 1,184 million de téléspectateurs[42] (première diffusion + différé 7 jours)
- France : 3,85 millions de téléspectateurs[n 6] (première diffusion)

### Épisode 19:Lanceurs d'alerte
- États-Unis /  Canada : 26 avril 2018 sur CBS / Global
- Québec : 23 août 2018 sur AddikTV
- Belgique : 31 octobre 2018 sur RTL-TVI
- France : 12 février 2019 sur TF1

- États-Unis : 5,22 millions de téléspectateurs[43] (première diffusion)
- Canada : 1,155 million de téléspectateurs[44] (première diffusion + différé 7 jours)
- France : 3,09 millions de téléspectateurs[n 6]

### Épisode 20:À charge de revanche
- États-Unis /  Canada : 3 mai 2018 sur CBS / Global
- Québec : 30 août 2018 sur AddikTV
- Belgique : 31 octobre 2018 sur RTL-TVI
- France : 19 février 2019 sur TF1

- États-Unis : 5,09 millions de téléspectateurs[45] (première diffusion)
- Canada : 1,185 million de téléspectateurs[46] (première diffusion + différé 7 jours)
- France : 3,92 millions de téléspectateurs[n 7]

### Épisode 21:La Traque
- États-Unis /  Canada : 10 mai 2018 sur CBS / Global
- Québec : 6 septembre 2018 sur AddikTV
- Belgique : 7 novembre 2018 sur RTL-TVI
- France : 26 février 2019 sur TF1

- États-Unis : 5,54 millions de téléspectateurs[47] (première diffusion)
- Canada : 1,188 million de téléspectateurs[48] (première diffusion + différé 7 jours)
- France : 4,202 millions de téléspectateurs[n 8] (première diffusion)

### Épisode 22:La Famille
- États-Unis /  Canada : 17 mai 2018 sur CBS / Global
- Québec : 13 septembre 2018 sur AddikTV
- Belgique : 7 novembre 2018 sur RTL-TVI
- France : 26 février 2019 sur TF1

- États-Unis : 6,03 millions de téléspectateurs[49] (première diffusion)
- Canada : 1,246 million de téléspectateurs[50] (première diffusion + différé 7 jours)
- France : 3,78 millions de téléspectateurs[n 8]